# Dr. Feelgood
Dr. Feelgood är ett brittiskt pubrockband, bildat 1971. De var som mest kommersiellt framgångsrika under slutet av 1970-talet. De turnerar och ger ut skivor än i dag, dock utan originalmedlemmar. De anses med sin snabba och råa musik ha inspirerat den kommande punken.
Den första uppsättningen av gruppen dominerades av gitarristen och låtskrivaren Wilko Johnson, samt sångaren Lee Brilleaux. Originaluppsättningen av gruppen gav ut fyra album tillsammans, varav ett var deras bäst säljande skiva, livealbumet Stupidity som nådde förstaplatsen på UK Albums Chart. Det var just som ett liveband gruppen gjorde sig mest känd.
Johnson lämnade gruppen kort efter att albumet Sneakin' Suspicion släpptes. Johnson ersattes av John 'Gypie' Mayo, och även om de inte åtnjöt samma popularitet efter Johnsons avhopp fick denna upplaga av gruppen deras enda topp tio-placerade hit i hemlandet med låten "Milk and Alcohol" 1979. Lee Brilleaux höll fortsatt igång gruppen som enda originalmedlem från 1982 fram till han avled av cancer 1994.
Gruppen består numer av medlemmar som spelade med Brilleaux under 1980-talet och 1990-talet, samt nya sångaren sedan 1999, Robert Kane.

## Bandmedlemmar
Nuvarande medlemmar
- Kevin Morris (f. Kevin John Morris i London 15 maj 1955) – trummor (1983–)
- P H (Phil) Mitchell (f. Philip Henry Mitchell i London 19 mars 1953) – basgitarr (1983–1991, 1995–)
- Steve Walwyn (f. Stephen Martin Walwyn i Southam, Warwickshire 8 juni 1956) – sologitarr (1989 –)
- Robert Kane (f. 6 december 1954) – sång (1999–)

Tidigare medlemmar
- Lee Brilleaux (f. Lee Collinson, 10 maj 1952 i Durban, Sydafrika, d. 7 april 1994) – sång, munspel, slide-gitarr (1971–1994)
- John B Sparks (f. 22 februari 1953) – basgitarr (1971–1982)
- The Big Figure (f. John Martin 8 november 1946) – trummor, percussion (1971–1982)
- Wilko Johnson (f. John Wilkinson 12 juli 1947, Canvey Island) – sologitarr, sång, piano (1971–1977)
- Gypie Mayo (f. John Phillip Cawthra 24 juli 1951 i Hammersmith, d. 23 oktober 2013) – sologitarr (1977–1981, 1989)[2]
- Johnny Guitar – sologitarr (1981–1982)
- Buzz Barwell – trummor (1982)
- Pat McMullen – basgitarr (1982)
- Gordon Russell (f. 4 juni 1958 i Hammersmith, London) – sologitarr (1983–1989)
- Dave Bronze – basgitarr (1991, 1992–1994)
- Craig Rhind – basgitarr (1991–1992)
- Pete Gage (f. Peter Gage 2 december 1946 i London) – sång (1995–1999)

Vikarierande medlemmar
- Henry McCullough – sologitarr (mars 1977 – april 1977)
- Barry Martin – sologitarr (maj 1989 – juni 1989)

Galleri

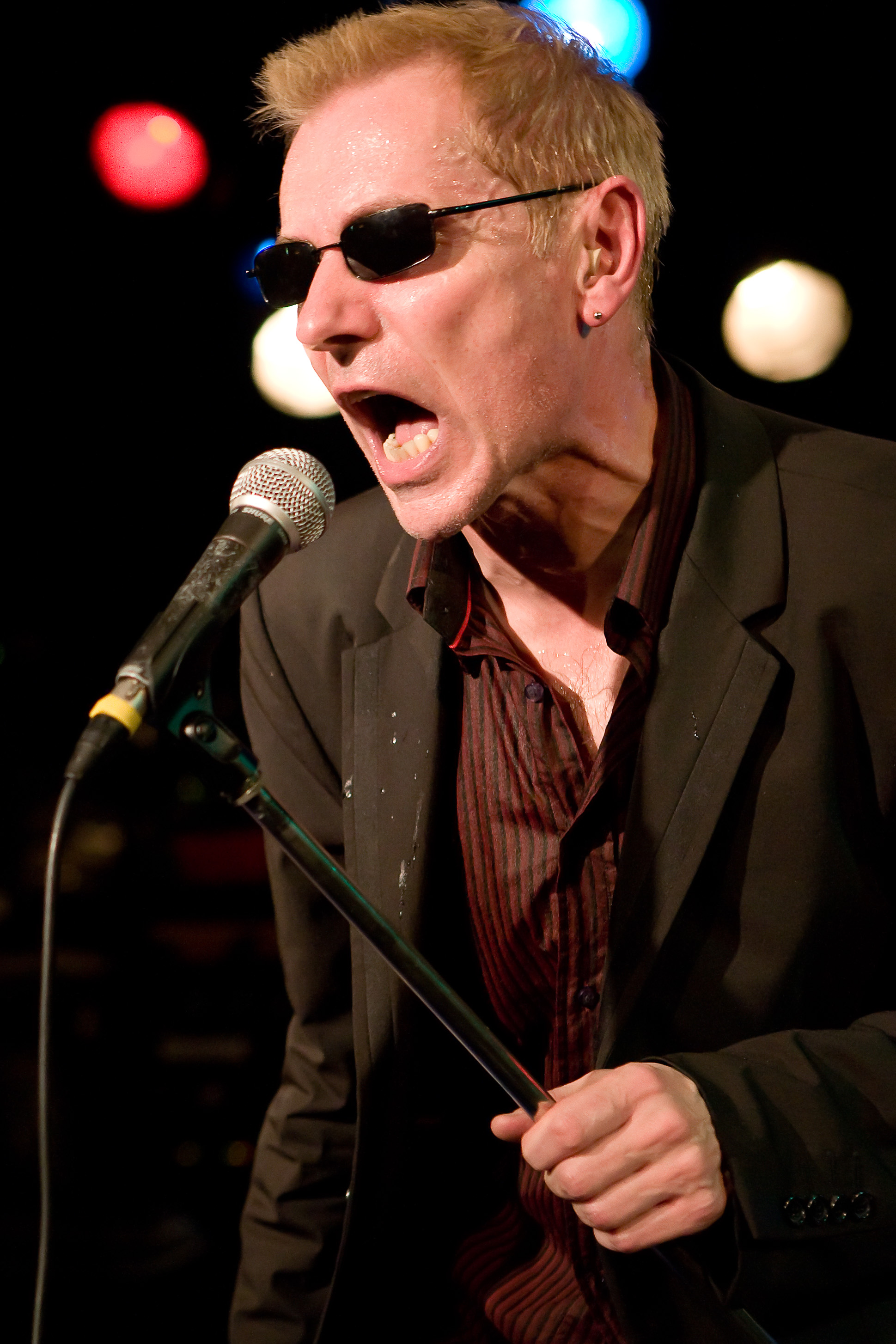
Robert Kane
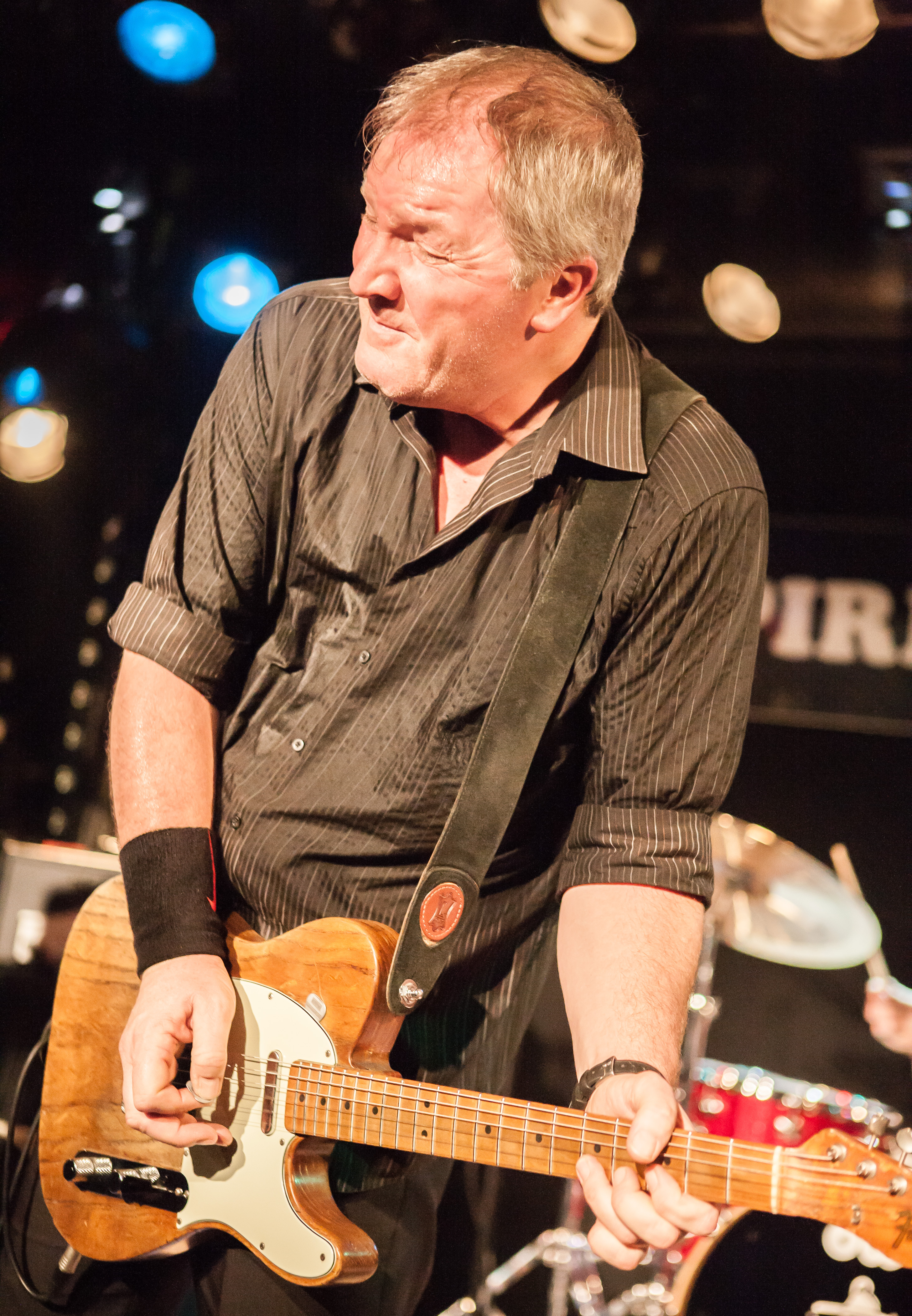
Steve Walwyn
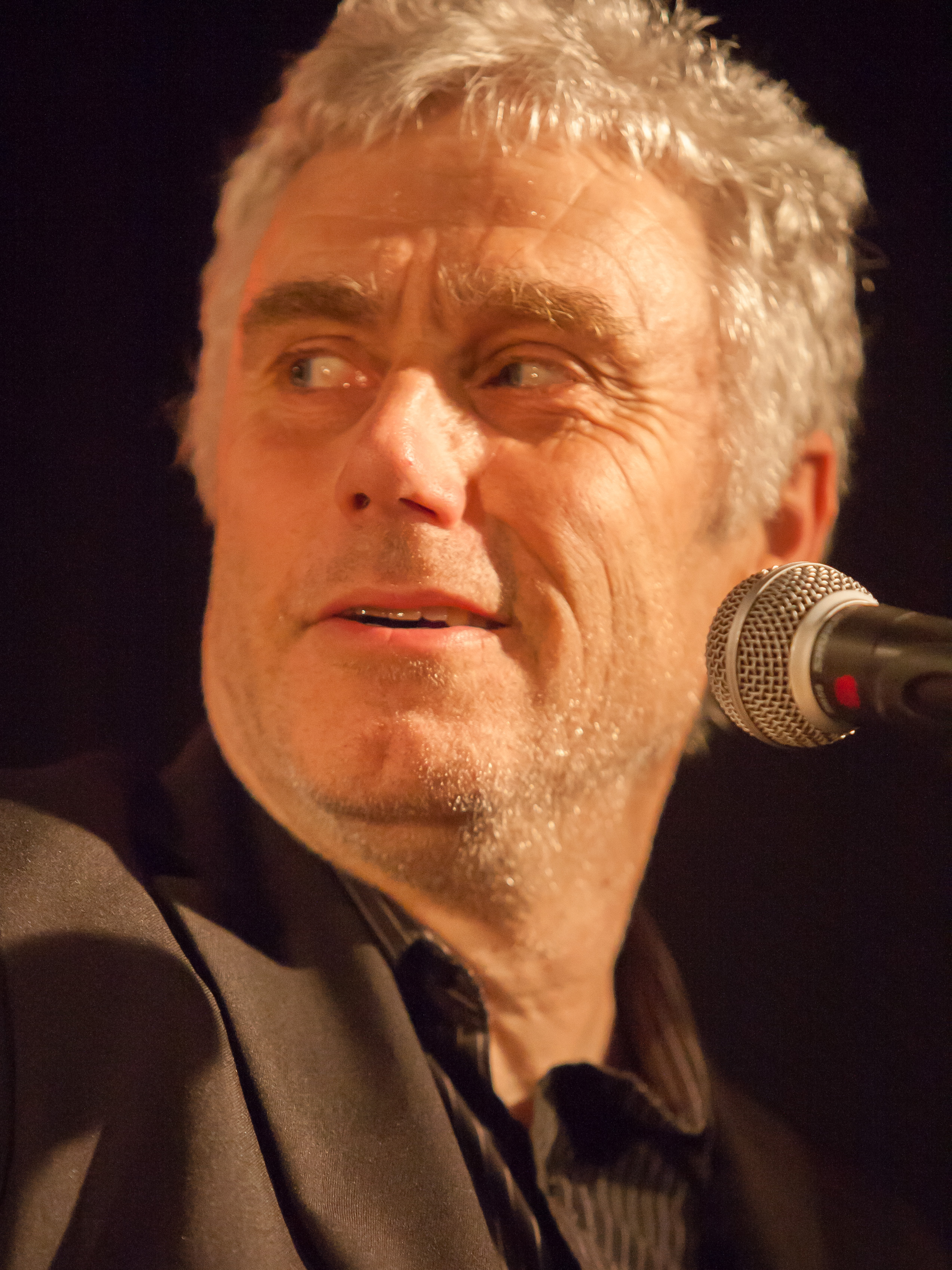
Phil Mitchell
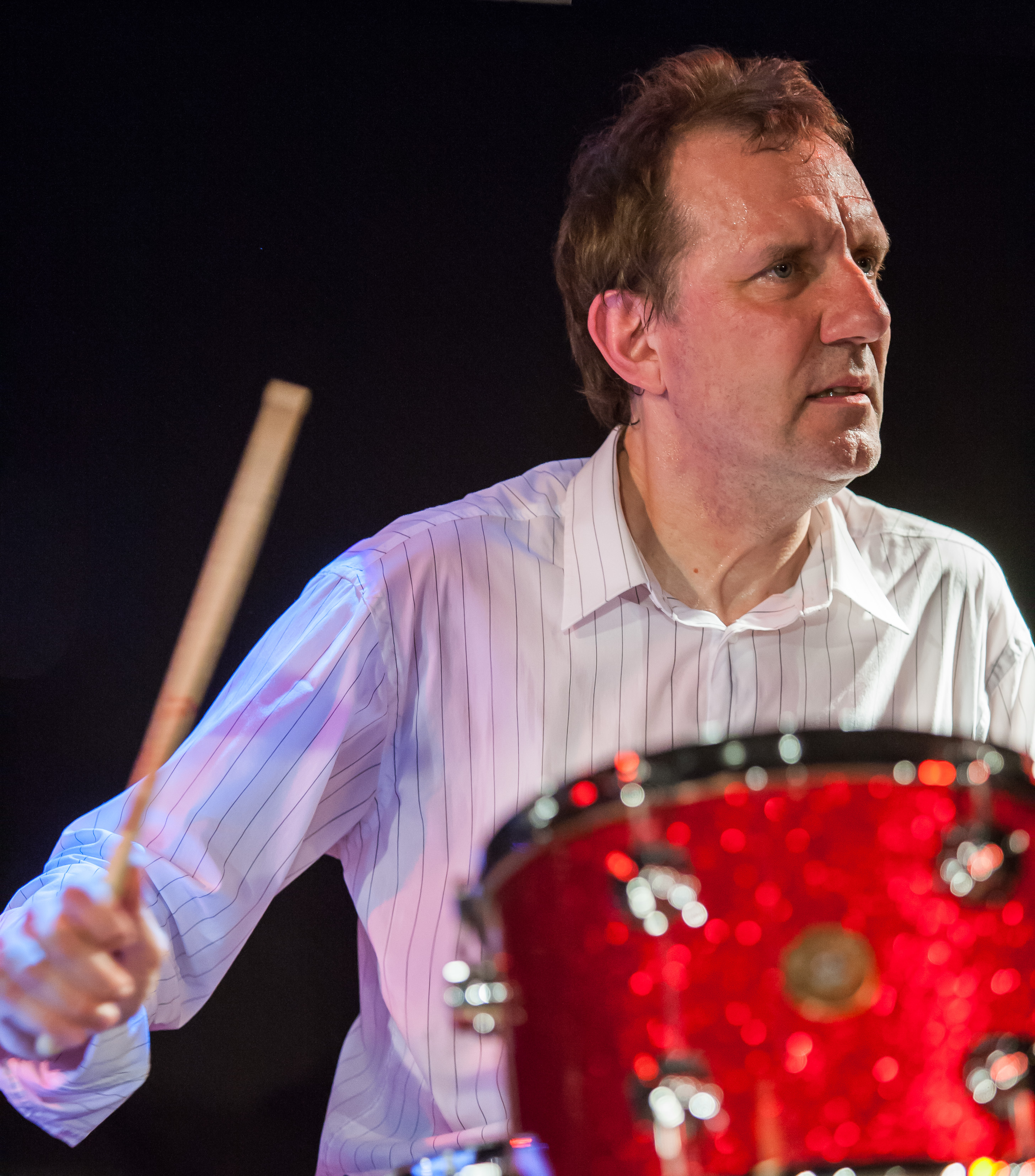
Kevin Morris

## Diskografi
Studioalbum
- Down by the Jetty (1975)
- Malpractice (1975)
- Sneakin' Suspicion (1977)
- Be Seeing You (1977)
- Private Practice (1978)
- Let It Roll (1979)
- A Case Of The Shakes (1980)
- Fast Women And Slow Horses (1982)
- Doctor's Orders (1984)
- Mad Man Blues (1985)
- Brilleaux (1986)
- Classic (1987)
- Primo (1991)
- The Feelgood Factor (1993)
- On The Road Again (1996)
- Chess Masters (2000)
- Finely Tuned (2002)
- Repeat Prescription (2006)

Livealbum
- Stupidity (1976)
- As It Happens (1979)
- On The Job (1981)
- Live In London (1990)
- Down At The Doctors (1994)
- Live at the BBC 1974–75 (1999)
- Down at the BBC (2002) (inspelad 1977-1978)
- Speeding Thru Europe (2003)
- Dr Feelgood: BBC in Concert (25th March 1974) (2011)
- All Through the City (With Wilko 1974-1977)  (2012)

Samlingsalbum
- Casebook (1981)
- Case History: The Best of Dr Feelgood (1987)
- Singles – The UA Years (1989)
- Stupidity Plus (Live 1976–1990) (1991)
- Looking Back (1995)
- Twenty Five Years Of Dr Feelgood (1997)
- Singled Out: UA/Liberty As, Bs & Rarities (2001)
- The Complete Stiff Recordings (2005)
- Taking No Prisoners (With Gypie 1977-1981) (2013)